# Murray River
Murray River (eller River Murray) (Ngarrindjeri: Millewa, Yorta Yorta: Tongala) er en flod i det sydøstlige Australien. Den regnes med sine 2.508 kilometer for Australiens længste flod, og dens bifloder omfatter fem af de næste seks længste floder i Australien (Murrumbidgee, Darling, Lachlan, Warrego og Paroo). Murray River afvander sammen med dens bifloder et stort område, Murray-Darling bassinet, som udgør en syvendedel af Australiens areal.
Murray River udspringer i de Australske Alper og løber gennem de tre australske delstater New South Wales, Victoria og South Australia, før den løber ud i den Australske Bugt. Murray River har kun lidt vand i forhold til andre floder af tilsvarende størrelse andre steder i verden og varierer meget i størrelse fra år til år.
Floden er kraftigt reguleret og forsyner Australiens største landbrugsområde med vand. Det har medført en lang række miljøproblemer og deraf følgende konflikter mellem bl.a. landbrug og miljøorganisationer.
Siden 2007 har Murray–Darling Basin Authority stået for den overordnede planlægning og drift af flodsystemet.

## Geografi
Murray River udspringer i de Australske Alper og afvander den vestlige side af Australiens højeste bjerge. Derfra slynger den sig nord og vest over Australiens indlandssletter. Efter godt 400 km passerer floden Albury og Wodonga, de to største byer langs floden. Ved Barmah Choke og The Narrows indsnævres floden. Når der er meget vand i floden, oversvømmes flodsletten før indsnævringen. Det er perfekte betingelser for det karakteristiske eukalyptustræ river red gum, som er forsøgt beskyttet i Barmah National Park syd for floden og Murray Valley National Park mod nord. Efter at have passeret Echuca og Swan Hill støder den næststørste biflod, Murrumbidgee River, til. Kort efter Mildura løber den største biflod Darling River sammen med Murray River. Herefter fortsætter floden mod vest ind i South Australia, hvor den drejer mod syd ved Morgan inden de sidste 315 kilometer. 
Murray River løber ud i Lake Alexandrina, som overvejende er en ferskvandssø. Vandet fra Murray flyder derefter i flere forgreninger rundt om øerne Hindmarsh og Mundoo Island, før det sammen med lagunevand fra The Coorong løber ud i den Australske Bugt gennem Murray Mouth 10 kilometer øst for Goolwa South. Til trods for af floden til tider udleder betragtelige mængder vand, især før man for alvor begyndte at regulere floden, så har Murray Mouth altid været ret smal og lavvandet. Når vandstanden i floden er lav, er der slet ikke noget udløb fra floden.
Murray River regnes med sine 2.508 kilometer for Australiens længste flod, men medregnes alle bifloder er Murray/Darling/Culgoa/Balonne/Condamine væsentligt længere med 3.672 kilometer. Murray River er en del af Murray–Darling flodsystemet, som afvander store dele af Victoria, New South Wales og det sydlige Queensland. Afvandingsområdet udgør med et areal på mere end 1 million km² en syvendedel af Australiens areal. Vandindholdet i floden varierer meget, men er størst vinter og forår. Før den blev reguleret kunne den tørre helt ud i ekstreme tørkeperioder. Det var dog sjældent, og der er kun registreret to eller tre tilfælde siden de officielle målinger begyndte.
Murray River udgør størstedelen af grænsen mellem delstaterne Victoria og New South Wales. Grænsen er defineret som toppen af flodbrinken på den victorianske side af floden (dvs. ingen dele af floden ligger i Victoria). Det er en upræcis definition, da floden naturligt ændrer sit løb over tid og også er blevet reguleret. Grænsen stammer fra 1851, da Victoria blev udskilt fra New South Wales og færgefart på floden var en vigtig aktivitet.

Vest for længdegradden 141°Ø fortsætter floden som grænse mellem Victoria og South Australia omkring 11 kilometer. På dette stykke er grænsen midt i floden. Floden var aldrig tænkt som grænse mellem Victoria og South Australia, og det skyldes alene en fejl i 1840'erne, da grænsen oprindeligt blev opmålt. Efter grænsen løber Murray River resten af vejen til havet i South Australia.

### Byer langs floden
Der ligger flere byer langs floden, som er angivet her med tal fra folketællingen i 2016.
| By                 | Indbyggere |
| ------------------ | ---------- |
| Albury/Wodonga     | 83.104     |
| Mulwala/Yarrawonga | 10.091     |
| Moama/Echuca       | 20.424     |
| Swan Hill          | 10.905     |
| Mildura            | 32.738     |
| Renmark            | 4.634      |
| Murray Bridge      | 14.560     |

## Fauna og flora
Murray River og bifloder har et varieret dyre- og planteliv, der har tilpasset sig forholdene. Det omfatter fisk som de aborrelignende Maccullochella peelii (Murray cod), Maccullochella macquariensis (trout cod), Macquaria ambigua (golden perch), Macquaria australasica (Macquarie perch) og Bidyanus bidyanus (silver perch), mallen Tandanus tandanus (eel-tailed catfish), den 75 mm lange Retropinna semoni (Australian smelt), som findes i store stimer og den lille karpefisk Hypseleotris klunzingeri (western carp gudgeon). Andre dyr i floden er sumpskildpadderne Emydura macquarii (Murray River turtle) og Chelodina longicollis (longnecked turtle), krebsdyrene Euastacus armatus (Murray River crayfish) og Cherax destructor (common yabbi), rejer af slægterne Macrobrachium og Paratya, rakali (australsk vandrotte) og næbdyr.
Murray Rivers tilstand er kraftigt forværret siden europæernes bosættelse, delvist på grund af regulering af floden. Store dele af dyrelivet, inklusiv bestanden af indfødte fiskearter, er i nedgang, sjældent eller truet af udryddelse. Ekstreme tørker (2000–07) har presset bestanden af Eucalyptus camaldulensis (river red gum) skovene, som er udbredte langs floden, i en sådan grad, at der er bekymring for skovenes fremtid. Murray River er enkelte gange gået over sine bredder. Den værste var i 1956, hvor flere byer i den nedre del af Murray var oversvømmet i op til seks måneder.
En række fisk er blevet indført til floden. Det gælder karpe, fisk af slægten gambusia, smerlingen Misgurnus anguillicaudatus, aborre, ørred og regnbueørred. Det har haft en negativ effekt på bestanden af oprindelige fisk, og karpen har haft direkte negativ indflydelse på floden ved at ødelægge vandplanter og reducere sigtbarheden i vandet. I dele af Murray River er karpen den eneste fiskeart.

## Historie

### Aboriginerne og Murrays mytologi
Murray River er den største flod i det tørreste kontinent på jorden, og har derfor altid haft en stor kulturel betydning for aboriginerne. I følge de lokale ved Lake Alexandrina fra Ngarrindjeri-folket, blev Murray River dannet af sporene fra den store forfader, Ngurunderi, der jagtede Pondi, den store Murray Cod. Jagten startede i det indre New South Wales. Ngurunderi fulgte efter fisken (der som mange totemdyr i aboriginernes mytologi antager menneskeform) på tømmerflåder (eller lala) lavet af red gums og kastede med spyd efter Pondi. Pondi var snedig og slyngede sig afsted, og udskar samtidigt alle Murrays bifloder. Ngurunderi blev gentagne gange nødt til at trække sin tømmerflåde på land, og ofte måtte han lave en ny, når han skiftede mellem bifloderne.
Ved Kobathatang var Ngurunderi endelig heldig og ramte Pondi i halen med sit spyd. Fisken blev så chokeret, at den kastede sig fremad i en lige linje til et sted kaldet Peindjalang, nær Tailem Bend. Ngurunderi fulgte hurtigt efter med sine to koner (nogle gange de to søstre Waku and Kanu) og lagde sig i baghold højt oppe på en klippe ved Tailem Bend. Bagholdsangrebet på Pondi mislykkedes, og Ngurunderi måtte se sit bytte forsvinde, da Pondi svømmede ud i Lake Alexandrina. Ngurunderi og hans koner slog sig ned på bredden, men have ikke held med deres fiskeri, da de blev generet af vanddæmonen Muldjewangk. De flyttede senere til et bedre sted, hvor Ashville, nu ligger. De to tinder på Mount Misery skal være resterne af hans tømmerflåder. De er kendt som Lalangengall eller de to tømmerflåder.
Myten om en jæger, der forfølger en Murray cod, som udskærer flodens løb, findes i talrige varianter i de forskellige sproggrupper, der boede i det enorme område, som Murrays flodsystem dækker. Wotojobaluk-folket fra Victoria fortæller om Totyerguil fra det område, hvor Swan Hill nu ligger, som løb tør for spyd da han jagtede Otchtout, den store Murray cod.

### Europæisk udforskning
De første europæere, som nåede frem til floden var Hamilton Hume og William Hovell, som krydsede floden, hvor Albury nu ligger, i 1824. Hume gav den navnet Hume River efter sin far. I 1830 nåede kaptajn Charles Sturt frem til floden efter at have rejst ned af bifloden Murrumbidgee River. Sturt gav den navnet Murray River efter den britiske krigs- og koloniminister, Sir George Murray, uvidende om, at det var den samme flod, som Hume og Hovell havde fundet længere oppe.
Sturt fulgte Murray til Lake Alexandrina og udmundingen. Udmundingen blev mere grundigt udforsket ad kaptajn Collet Barker i 1831.
De første tre bosættere ved Murray River menes at være James Collins Hawker (opdagelsesrejsende og landmåler) sammen med E. J. Eyre (opdagelsesrejsende og senere guvernør af Jamaica) og E. B. Scott (senere fængselsdirektør i Yatala Labour Prison). Hawker solgte sin andel i Bungaree Station, som han opbyggede  med sine brødre, og flyttede til et sted ved Murray nær Moorundie
I 1852 udforskede Francis Cadell, som planlagde en dampskibsservice på floden, floden i en lille båd og rejste 2.100 kilometer ned af floden fra Swan Hill.
Zoologerne William Blandowski og Gerard Krefft udforskede i 1856-57 de nedre dele af Murray og Darling River.
Den irske nationalist Charles Gavan Duffy grundlagde i 1858, mens han var minister for land og offentlige arbejder, bebyggelsen Carlyle Township ved Murray River. Han opkaldte bebyggelsen efter sin nære ven, den skotske historiker og forfatter Thomas Carlyle. Bebyggelsen havde en vej med navnet "Jane Street," opkaldt efter Carlyles kone Jane Carlyle og en "Stuart-Mill Street" opkaldt efter filosoffen John Stuart Mill.
George "Chinese" Morrison sejlede som 18-årig i 1881 i kano fra Wodonga til udmundingen de 2.503 kilometer på 65 dage.

### Flodtransport
Da Murray River ikke har en rigtig flodudmunding, har skibe ikke kunnet sejle op af floden fra havet. Alligevel var der i det 19. århundrede en ganske betydelig kommerciel trafik på floden med hjuldampere. De første sejladser på floden, blev foretaget af to både fra South Australia ved springflod i 1853. Lady Augusta med kaptajn Francis Cadell nåede Swan Hill, mens den anden, Mary Ann, med kaptajn William Randell, nåede helt til Moama (nær Echuca). I 1855 nåede en hjuldamper med forsyninger til guldgraverne til Albury, men Echuca var normalt vendestedet. Mindre både sejlede dog længere op af floden til havne som Tocumwal, Wahgunya og Albury.
For farmerne var hjuldamperne en ny og velkommen transportmulighed, da guldfelterne i denne periode tog meget af kapaciteten. I 1860 var der et dusin hjuldampere, som opererede på Murray og dens bifloder i højvandssæsonen. Da jernbanen kom til Echuca i 1864, blev hovedparten af ulden fra fårefarmene i området transporteret med skib til Echuca og derfra videre til Melbourne med tog.
Murray River havde mange træer, som var væltet i vandet og sunket under vandoverfladen, og man lagde meget arbejde i at fjerne disse træer, da de udgjorde en stor risiko for skibsfarten. Arbejdet blev udført af pramme med dampdrevne trækspil. Efter at skibsfarten mistede sin betydning, fortsatte man at fjerne træerne, fordi man fejlagtigt troede, at de øgede erosionen af flodbrinken eller øgede risikoen for oversvømmelser. I nyere tid har man prøvet at genskabe det gamle miljø ved at lægge døde træer tilbage i floden. Træerne giver variation i strøm og dybde og er et vigtigt habitat for mange fisk og andre dyr.
Transporten på floden var så stor, at Echuca blev Victorias næststørste havn. Fra 1874 og de følgende ti år voksede flodtransporten kraftigt. Der sejlede omkring 30 hjuldampere og et lignende antal flodpramme i sæsonen. Flodtransporten begyndte at gå ned, da jernbanen nåede frem til Murray River flere steder. Flodtransporten var afhængige af vandniveauet i floden og kunne i længden ikke konkurrere med jernbanen og senere vejtransporten. 
I dag er der mest lystbåde på floden. Små privatbåde bruges til vandski og fiskeri. Husbåde er almindelige, både til udlejning og privat ejede. Der er flere historiske hjuldampere og nyere både, som tilbyder cruises fra en halv time til 5 dage.

### Flodovergange
Murray River var en betydelig barriere for rejser over land og handel. Mange af transporthavnene langs floden blev også overgangssteder - enten med færge eller bro. Den første bro over Murray River blev bygget i 1869 ved byen Murray Bridge, som tidligere hed Edwards Crossing. Der er nu adskillige broer over Murray, men der er stadig en del færger, typisk kabelfærger, især i South Australia. Færgerne i South Australia har været gratis siden november 1961.

### Sluser
Den første sluse blev færdiggjort i 1922 nær Blanchetown i det sydlige South Australia og den næste åbnede ved Torrumbarry nær Echuca i december 1923. 13 sluser blev bygget indtil 1937. Langt flere havde været planlagt, men flodtransporten havde mistet sin betydning.

## Kunstvanding og miljø
Man begyndte at pumpe vand fra Murray River i 1850'erne, og den første større pumpestation blev bygget i Mildura i 1887. Med pumpestationer langs floden var der et langt større grundlag for landbrug, og i sidste ende førte det til store landbrugsområder, som var afhængige af kunstvanding.
I 1915 underskrev de tre delstater omkring Murray River – New South Wales, Victoria og South Australia – den såkaldte River Murray Agreement, som foreslog etablering af vandreservoirer i flodens hovedløb såvel somen udvidelse af Lake Victoria. En række sluser og stemmeværker blev bygget. Det var oprindeligt meningen, at de også skulle understøtte sejlads på floden selv ved lavvande, men flodtransporten var på dette tidspunkt allerede for nedafgående på grund af udbygningen af både jernbanenet og vejnet.
Fire store reservoirer blev bygget langs Murray. Udover Lake Victoria (færdig sidst i 1920'erne) var det Lake Hume nær Albury–Wodonga (færdig 1936), Lake Mulwala ved Yarrawonga (færdig 1939) og Lake Dartmouth, som ligger på Mitta Mitta River længere oppe end Lake Hume (færdig 1979). Murray River får også vand fra det komplekse system af dæmninger og rørsystemer, der udgør Snowy Mountains-anlægget. Yderligere et reservoir, Chowilla Dam, blev foreslået i 1960'erne. Det skulle bygges i South Australia og ville fortrinsvis have oversvømmet land i Victoria og New South Wales. Reservoiret opgivet på grund af økonomien og bekymringer om et øget saltindhold. I stedet blev Dartmouth Dam bygget i 1970'erne.
Fra 1935 til 1940 blev der bygget en række dæmninger nær Murray Mouth  for at forhindre havvand i at trænge ind i flodens nedre dele, når der var lavvande i floden. Det er Goolwa Barrage (632 meter lang), Mundoo Channel Barrage (800 meter), Boundary Creek Barrage (243 meter), Ewe Island Barrage (853 meter) og Tauwitchere Barrage(3,6 kilometer).
Disse dæmninger ændrede det normale mønster for floden fra høj vandstand vinter-forår og lav vandstand sommer-efterår til det nuværende med lav vandstand om vinteren og højere om sommeren. Ændringerne betød, at der var vand til kunstvanding, hvilket har gjort Murray Valley til Australiens mest produktive landbrugsområde. Til gengæld har det ændret mange økosystemer både i og omkring floden.
Murray–Darling Basin Authority (MDBA) blev etableret i 2007 og er den offentlige myndighed, der har ansvaret planlægning og drift af flodsystemet. MDBA har identificeret en lang række problemer:
- sociale og økonomiske konsekvenser af begrænsede vandressourcer
- vandindholdet i floden skal styres, så floden kan holdes i en sund tilstand, selvom floden nogle steder kun har halvdelen af sit naturlige vandindhold
- stigende saltindhold i floden og i jorden forårsaget af kunstvanding og tørke.
- fiskedød forårsaget af bl.a. iltmangel.
- algeopblomstringer

MDBA udarbejdede en ny plan for området, som blev præsenteret i 2010. Planen medførte nye restriktioner på kunstvanding og opkøb af land i Riverland, som er området omkring Murray i South Australia. Planen vakte stor modstand lokalt hos landbrugsorganisationer. I november 2012 blev planen vedtaget med langt mindre vand til floden end oprindeligt planlagt 
Miljøorganisationen Wenthworth Group of Concerned Scientist fremlagde i 2020, en rapport over vandmængderne i floden 2012 - 2019, hvor de sammenlignede de forventede vandmængder i floden med de observerede. De konkluderede, at der manglede 20% af vandet i floden. Organisationen angiver mangler i planen, decideret vandtyveri og tørke som mulige årsager.